# Maigret tend un piège
Pour l’article homonyme, voir Maigret tend un piège (film).
Pour l’article homonyme, voir Maigret tend un piège (téléfilm, 2016).
Maigret tend un piège est un roman policier de Georges Simenon publié en 1955. Il fait partie de la série des Maigret. Son écriture s'est déroulée entre les 5 et 12 juillet 1955 à La Gatounière, à Mougins (Alpes-Maritimes).
Le roman se déroule à Paris (quartier de Montmartre et boulevard Saint-Germain), au moment de la publication du roman (1955) ; l’enquête se déroule du 4 au 7 août. L’aspect psychologique joue un rôle capital : Maigret s’attache à démontrer le mécanisme mental d’un assassin tiraillé entre le besoin d’être aimé et le besoin de s’affirmer. À la fois lâche et orgueilleux, le personnage ne peut résoudre ce conflit que par le meurtre : son cas relève de la psychiatrie.
Cinq femmes, correspondant à un même type physique (petites et plutôt boulottes), ont été assassinées à Montmartre, au cours de la soirée ou de la nuit. Aucun élément n’a permis d’identifier le tueur. Maigret monte une mise en scène destinée à faire croire qu’il a arrêté le coupable. Il espère que l’assassin, maniaque tuant probablement pour s’affirmer, sera blessé dans son orgueil, éprouvera un sentiment de frustration et se manifestera par la suite en tentant une nouvelle agression. Pour empêcher tout danger, un vaste dispositif de sécurité est mis en place : quatre cents membres de la police sont mobilisés et disséminés dans le quartier. De plus, il utilise, comme volontaires, un certain nombre de femmes appartenant à la police municipale. Ces femmes sont choisies selon leur type physique, qui se rapproche de celui des victimes. En somme, Maigret tend un piège au tueur.

## Personnages
- Marcel Moncin : architecte-décorateur, marié, sans enfant, 32 ans.
- Yvonne Moncin : épouse de Marcel.
- Mme Moncin : mère de Marcel.

## Résumé
Le roman se déroule présente huit chapitres. 

### Début du roman
Depuis six mois, cinq femmes vivant seules sont assassinées à Montmartre. Aucun élément n’a permis d’identifier le tueur. À la suite d’une conversation avec un psychiatre de renom, Maigret monte une mise en scène destinée à faire croire qu’il a arrêté le coupable. Il espère que l’assassin, maniaque tuant probablement pour s’affirmer, sera blessé dans son orgueil, éprouvera un sentiment de frustration et se manifestera par la suite en tentant une nouvelle agression. 

### Enquête
Pour empêcher tout danger, un vaste dispositif de sécurité est mis en place : quatre cents membres de la police sont mobilisés et disséminés dans Montmartre. 
Le piège fonctionne : une jeune auxiliaire de police est attaquée et se défend, mais l’agresseur s’échappe, laissant pour tout indice un bouton arraché à son veston par la jeune femme. C’est pourtant ce bouton qui permet de retrouver très rapidement le possesseur du vêtement, Marcel Moncin, jeune architecte-décorateur. Ce dernier nie, mais, reconnu par sa dernière victime, il est arrêté. Maigret interroge la mère du suspect, femme emportée et dominatrice qui défend son fils avec acharnement ; l’épouse de Moncin, calme et paisible, défend aussi son mari. 
Un nouveau crime est commis dans les mêmes circonstances que les précédents. 

### Dénouement
Maigret comprend qu’une des deux femmes a tenté de sauver Moncin en détournant les soupçons. Le commissaire essaie de cerner la véritable personnalité de Moncin et de connaître ainsi la motivation de ses meurtres. Dès l’enfance, Moncin, né à Montmartre, a ressenti l’humiliation d’être le fils d’un boucher ; c’était un enfant choyé, mais dominé à l’excès par sa mère, fière de ses goûts artistiques à l'opposé de ceux de son père boucher qui la trompait. Celle-ci lui a fait épouser une jeune fille aussi possessive qu’elle. Moncin, faible de caractère et prisonnier de ces deux femmes castratrices « qui l’ont empêché d’être un homme », a désiré s’affirmer. Comme il s’interdisait toute rupture avec son épouse et sa mère parce qu’il avait malgré tout besoin de leur admiration, de leurs soins, de leur indulgence et de leur protection, il a satisfait son orgueil en assassinant ; il détruisait en même temps des représentantes d’un sexe annihilant. 
L’ultime tentative de protection échoue : l’épouse de Moncin, responsable du dernier meurtre, est inculpée à son tour. Jalouse, la mère envie le sort de sa belle-fille qui, par son sacrifice, s’est montrée la plus possessive.

## Éditions
- Édition originale : Presses de la Cité, 1955
- Livre de Poche, no 14231, 2000  (ISBN 978-2-253-14231-7)
- « Tout Simenon », tome 8, éd. France Loisirs, 1990, pages 215 à 310  (ISBN 2-7242-6094-5), réédité chez éd. Omnibus, 2002  (ISBN 978-2-258-06049-4).
- Tout Maigret, tome 6, Omnibus, 2019  (ISBN 978-2-258-15047-8)

## Adaptations

### Audiovisuel
- Maigret tend un piège, film français de Jean Delannoy avec Jean Gabin, sorti en 1958
- Sous le titre The Trap, téléfilm anglais avec Rupert Davies, diffusé en 1962
- Sous le titre Maigret zet een val, téléfilm néerlandais avec Jan Teulings, diffusé en 1968
- Sous le titre Maigret Sets A Trap, téléfilm anglais de John Glenister, avec Michael Gambon, diffusé en 1992
- Maigret tend un piège, téléfilm français de Juraj Herz, avec Bruno Cremer, diffusé en 1996
- Sous le titre La Trappola, téléfilm italien de Renato de Maria, avec Sergio Castellitto (Commissaire Maigret), diffusé en 2004.
- Maigret tend un piège (Maigret Sets a Trap), premier épisode de la série britannique Maigret, diffusé en 2016 sur ITV, puis le 19 février 2017 sur France 3. Rowan Atkinson y joue le rôle du commissaire Maigret.

### Bande dessinée
- Maigret tend un piège, Claude Lefranq, 1993
Scénario : Odile Reynaud - Dessin : Philippe Wurm - (ISBN 2-87153-143-9)

## Source bibliographique
: document utilisé comme source pour la rédaction de cet article.
- Maurice Piron et Michel Lemoine, L'Univers de Simenon, guide des romans et nouvelles (1931-1972) de Georges Simenon, Presses de la Cité, 1983 (ISBN 978-2-258-01152-6), p. 350-351